# Krugerville
Krugerville è un centro abitato degli Stati Uniti d'America, situato nella contea di Denton dello Stato del Texas.
La popolazione era di 1.662 persone al censimento del 2010.

## Geografia fisica
Krugerville è situata a 33°16′55″N 96°59′27″W (33.282067, -96.990843).
Secondo lo United States Census Bureau, ha un'area totale di 1,3 miglia quadrate (3,4 km²).

## Società

### Evoluzione demografica
Secondo il censimento del 2000, c'erano 903 persone, 318 nuclei familiari e 262 famiglie residenti nella città. La densità di popolazione era di 1.250,9 per miglio quadrato (484,2/km²). C'erano 331 unità abitative a una densità media di 458,5 per miglio quadrato (177,5/km²). La composizione etnica della città era formata dal 96,12% di bianchi, l'1,00% di nativi americani, l'1,77% di altre razze, e l'1,11% di due o più etnie. Ispanici o latinos di qualunque razza erano il 5,65% della popolazione.
C'erano 318 nuclei familiari dei quali il 37,7% aveva figli di età inferiore ai 18 anni, il 76,1% erano coppie sposate conviventi, il 4,4% aveva un capofamiglia femmina senza marito, e il 17,3% erano non-famiglie. Il 14,2% di tutti i nuclei familiari erano individuali e il 4,4% aveva componenti con un'età di 65 anni o più che vivevano da soli. Il numero di componenti medio di un nucleo familiare era di 2,84 e quello di una famiglia era di 3,15.
C'erano il 27,4% di persone sotto i 18 anni, il 6,4% di persone dai 18 ai 24 anni, il 29,6% di persone dai 25 ai 44 anni, il 28,1% di persone dai 45 ai 64 anni, e l'8,5% di persone di 65 anni o più. L'età media era di 37 anni. Per ogni 100 femmine c'erano 101,6 maschi. Per ogni 100 femmine dai 18 anni in giù, c'erano 99,4 maschi.
Il reddito medio per nucleo familiare era di 60.114 dollari, e il reddito medio per famiglia era di 65.357 dollari. I maschi avevano un reddito medio di 41.161 dollari contro i 27.083 dollari delle femmine. Il reddito pro capite era di 23.595 dollari. Circa il 3,4% delle famiglie e il 3,0% della popolazione erano sotto la soglia di povertà, incluso l'1,6% di persone sotto i 18 anni e il 6,2% di persone di 65 anni o più.